# Megalorchestia columbiana
Megalorchestia columbiana är en kräftdjursart som först beskrevs av Edward Lloyd Bousfield 1958.  Megalorchestia columbiana ingår i släktet Megalorchestia och familjen tångloppor. Inga underarter finns listade i Catalogue of Life.